# Ваља Мачешулуј (Валча)
Ваља Мачешулуј (рум. Valea Măceșului) насеље је у Румунији у округу Валча у општини Воињаса. Oпштина се налази на надморској висини од 534 m.

## Становништво
Према подацима из 2002. године у насељу је живело 86 становника, од којих су сви румунске националности.